# Comté de Kings (Nouvelle-Écosse)
Pour les articles homonymes, voir Comté de Kings.

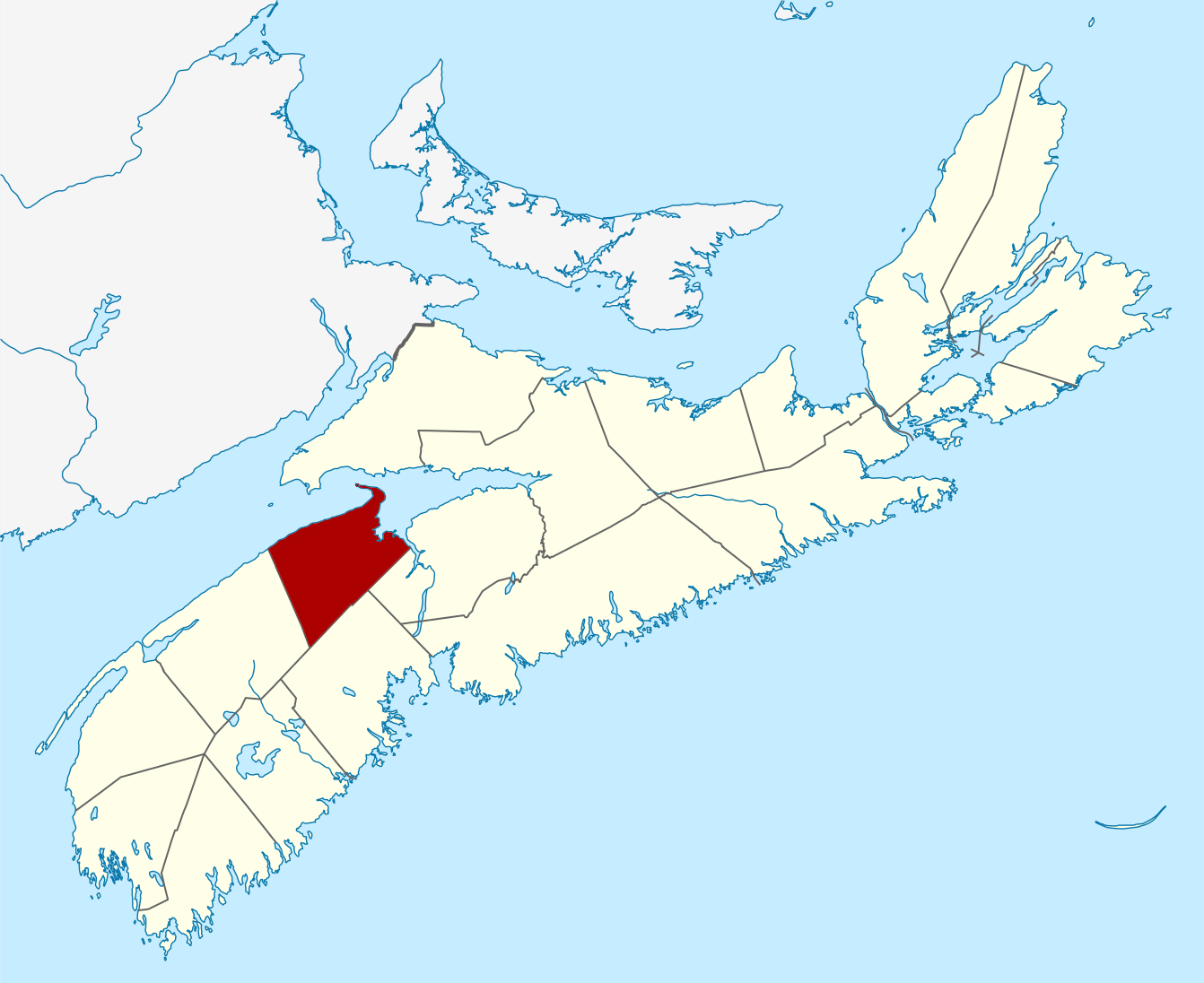
Localisation du comté de Kings en Nouvelle-Écosse

Le comté de Kings est un comté de la Nouvelle-Écosse. Son chef-lieu est Kentville.

## Démographie
| 2001   | 2006   | 2011   | 2016   |
| ------ | ------ | ------ | ------ |
| 58 866 | 60 035 | 60 589 | 60 600 |